# Liste der Landräte des Landkreises Alzenau in Unterfranken
Die Liste der Landräte des Landkreises Alzenau in Unterfranken gibt einen Überblick über die Bezirksamtmänner und Landräte des Landkreises Alzenau in Unterfranken bis zu seiner Auflösung im Juli 1972.
Hinweis: Die Liste ist noch nicht vollständig.

## Landräte
| Landräte | Landräte                                       | Partei | Partei | Amtszeit / Amt                         |
| -------- | ---------------------------------------------- | ------ | ------ | -------------------------------------- |
|          | Marcus Vervier (zuvor Landrichter)             |        |        | 1. Juli 1862 – 1866 Bezirksamtmann     |
|          | Thomas Hauck                                   |        |        | 1867 – 1868 Bezirksamtmann             |
|          | Martin Angerer                                 |        |        | 1869 – 1878 Bezirksamtmann             |
|          | Matthäus Fuchs                                 |        |        | 1879 – 14. Oktober 1897 Bezirksamtmann |
|          | Julius von Berchenkirch gen. von Stachelhausen |        |        | 1898 – 1900 Bezirksamtmann             |
|          | Franz Mayer                                    |        |        | 1901 – 1920 Bezirksamtmann             |
|          | Buchner                                        |        |        | 1921 – 1926 Bezirksamtmann             |
|          | Walther Döbel                                  |        |        | 1927 – 1930 Bezirksamtmann             |
|          | Gatterbauer                                    |        |        | 1931 – 1933 Bezirksamtmann             |
|          | Böhm                                           |        |        | 1934 – 1939 Bezirksamtmann             |
|          | Bickel (kommissarisch)                         |        |        | 1940 – 1942 Landrat                    |
|          | Schmitt (kommissarisch)                        |        |        | 1942 – 1943 Landrat                    |
|          | Jörges (kommissarisch)                         |        |        | 1943 – 1945 Landrat                    |
|          | Josef Hartmann (kommissarisch)                 |        |        | 1945 – 1946 Landrat                    |
|          | Friedrich Huth                                 |        | CSU    | 1946 – 1949 Landrat                    |
|          | Heinrich Degen                                 |        |        | 1950 – 1970 Landrat                    |
|          | Karl Lautenschläger                            |        | CSU    | 1970 – 30. Juni 1972 Landrat           |